# Heterossexualidade
Heterossexualidade é atração romântica e/ou sexual entre pessoas do sexo ou gênero oposto. Como orientação sexual, a heterossexualidade é "um padrão duradouro de atração emocional, romântica e/ou sexual" entre pessoas do sexo oposto; "também se refere ao senso de identidade de uma pessoa com base nessas atrações, comportamentos relacionados e participação em uma comunidade de outras pessoas que compartilham essas atrações."
Junto com a bissexualidade e a homossexualidade, a heterossexualidade é uma das três categorias principais de orientação sexual. Em todas as culturas, a maioria das pessoas é heterossexual e a atividade heterossexual é, de longe, o tipo mais comum de atividade sexual.
Os cientistas não sabem a causa exata das orientações sexuais, mas teorizam que elas são causadas por uma interação complexa de influências genéticas, hormonais e ambientais, e não as veem como uma escolha. Embora nenhuma teoria sobre a causa da orientação sexual tenha obtido amplo apoio, os cientistas defendem teorias de base biológica. Há consideravelmente mais evidências que apoiam as causas biológicas não sociais da orientação sexual do que as sociais, especialmente para os homens.
Os termos "heterossexual" ou "heterossexualidade" é geralmente aplicado a humanos, mas o comportamento heterossexual é observado em todos os outros mamíferos e em outros animais, pois é necessário para a reprodução sexuada.

## Etimologia
"Hétero" vem da palavra grega ἕτερος [héteros], que significa "diferente" e se reúne com a palavra proveniente do latim para o sexo. O termo "heterossexual" foi cunhado pouco depois por Karl Maria Kertbeny e se opõe ao termo "homossexual", também criado por ele. Foi publicado pela primeira vez em 1869. A palavra foi pela primeira vez enumerada no Merriam-Webster's New International Dictionary como um termo médico para "mórbida paixão sexual por um do sexo oposto", mas, em 1934, passou a significar "manifestação de paixão por um do sexo oposto;".

## Estudos acadêmicos

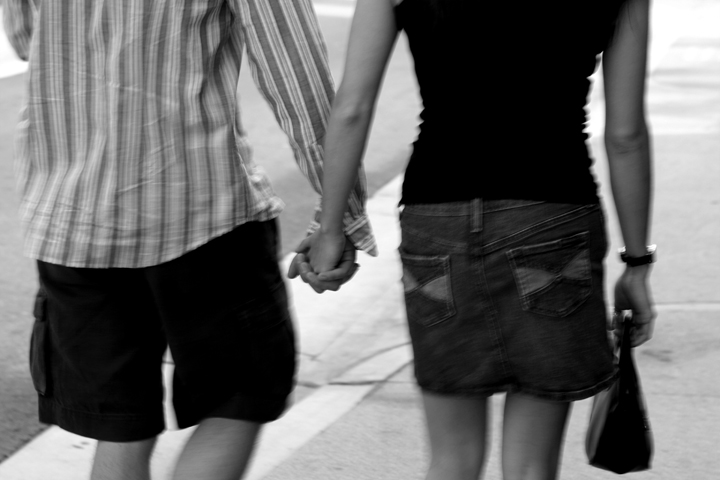
Um casal heterossexual dando as mãos

Heterossexualidade, como quaisquer formas de identidade, é muito subjetivo. Na sociedade ocidental, geralmente se considera como heterossexual o indivíduo que direciona quer todos ou a grande maioria dos seus desejos e/ou a estimulação sexual a pessoas do sexo oposto. Em outras culturas de forma preconceituosa, um homem heterossexual pode se envolver em relação homossexual desde que ele mantenha o comportamento highsexual com o papel tradicionalmente atribuído ao seu sexo durante a relação e a seu gênero durante o decorrer do relacionamento ou, ainda ocorre o heterossexualismo é atribuído ao homem mesmo que ele assuma papel ativo ou papel g-zero-y durante uma relação homossexual/erótica. Enquanto atividade social, desde que mantenha uma relação com uma mulher na sua vida familiar; nesse caso a heterossexualidade é vista como um estilo de vida e não como uma orientação sexual, já que a orientação tenderia à bissexualidade.
Uma concessão cultural semelhante a esta tem sido historicamente rara entre as mulheres, mas, recentemente, foram toleradas mais do que seu equivalente masculino, em grande parte devido à sua ligação a algumas escolas do feminismo.

### Teoria dos hormônios pré-natais
A neurobiologia da masculinização do cérebro é bastante bem compreendida. Estradiol e a testosterona, que é catalisada pela enzima 5α-diidrotestosterona redutase, atua sobre receptores androgênicos no cérebro para masculinizá-lo. Se há poucos receptores androgênicos (pessoas com síndrome de insensibilidade androgênica) ou demasiado androgênicos (fêmeas com hiperplasia adrenal congênita), pode ocorrer efeitos físicos e psicológicos. Foi sugerido que ambos os sexos, masculino e feminino, heterossexuais são resultados da variação deste processo. Nestes estudos, a heterossexualidade das mulheres está ligada a uma maior quantidade de masculinização do que é encontrado em mulheres homossexuais, embora quando se lida com a heterossexualidade masculina exista resultados apoio em maior e menor grau a masculinização dos homossexuais masculinos.

### Em animais

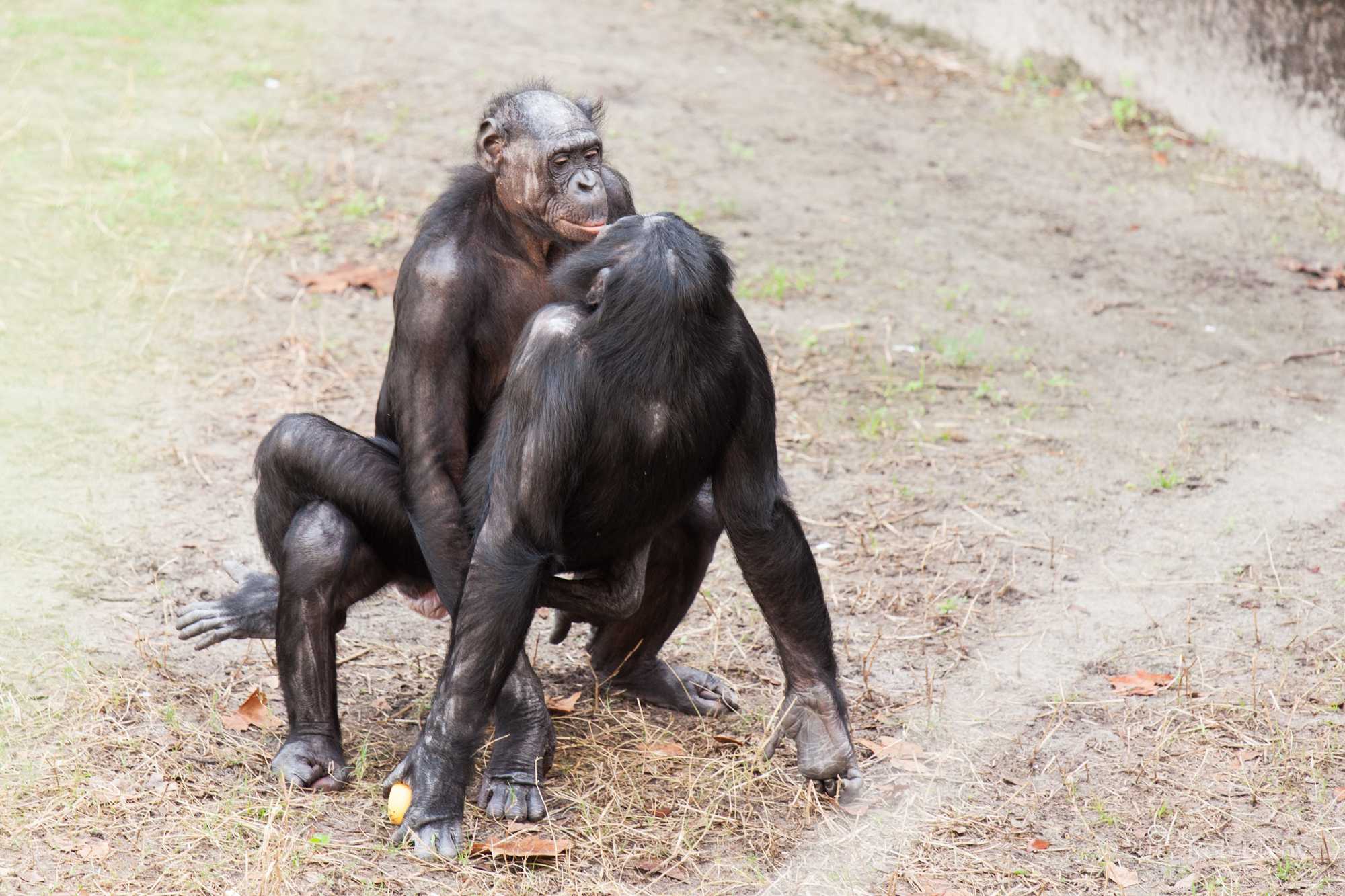
Bonobos durante a cópula no zoológico de Jacksonville.

A reprodução sexual no mundo animal é facilitada pela atividade sexual do sexo oposto, embora também haja animais que se reproduzem assexuadamente, incluindo protozoários e invertebrados inferiores.
O sexo reprodutivo não requer necessariamente uma orientação heterossexual, uma vez que a orientação se refere a um padrão duradouro de atração sexual e emocional de longo prazo, levando muitas vezes a vínculos sociais de longo prazo, enquanto o sexo reprodutivo requer apenas o ato básico da relação sexual apenas para fértil o óvulo. esperma, geralmente feito apenas uma vez.

### Demografia
Em sua revisão de literatura de 2016, Bailey et al. declararam que "esperam que em todas as culturas a grande maioria dos indivíduos seja predisposta sexualmente exclusivamente ao sexo oposto (ou seja, heterossexual)" e que não há evidências convincentes de que os dados demográficos da orientação sexual tenham variado muito ao longo do tempo ou no local.
De acordo com vários estudos importantes, 89% a 98% das pessoas tiveram apenas contato heterossexual durante a vida; mas essa porcentagem cai para 79-84% quando atração e algum comportamento homossexual são relatados.
Bailey et al., afirmaram que em pesquisas recentes no mundo ocidental, cerca de 93% dos homens e 87% das mulheres se identificam como exclusivamente heterossexuais e cerca de 4% dos homens e 10% das mulheres como principalmente heterossexuais.

## Na cultura humana

### Visão social

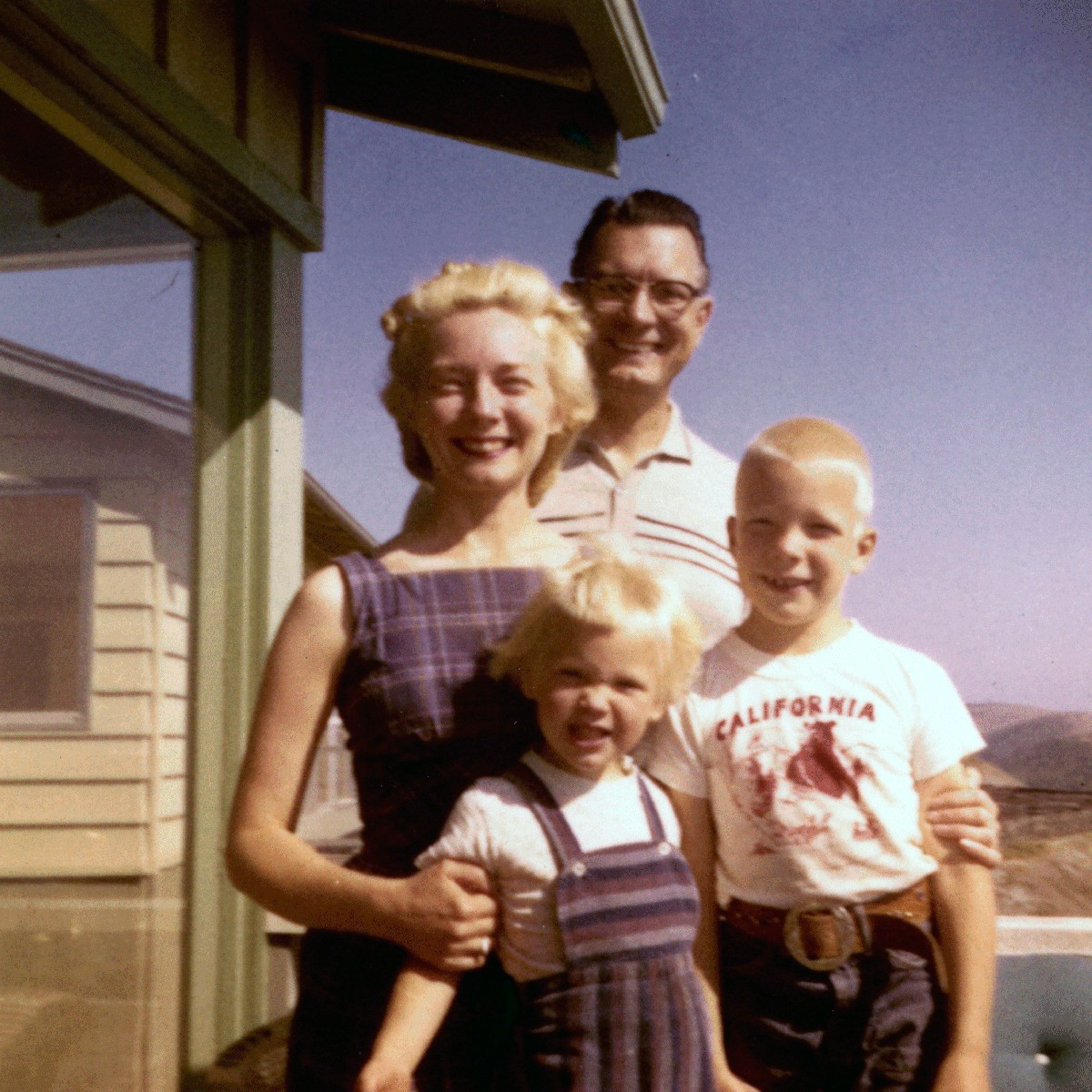
Uma família nuclear norte-americana composta por mãe, pai e filhos, 1955

Um casal heterossexual, um homem e uma mulher em um relacionamento íntimo, formam o núcleo de uma família nuclear. Não houve necessidade real de cunhar um termo como "heterossexual" até que houvesse algo para contrastar e comparar com tal conceito. Jonathan Ned Katz data a definição de heterossexualidade, como é usada hoje, do final do século XIX. De acordo com Katz, na era vitoriana, o sexo era visto como um meio de alcançar a reprodução e não se acreditava que as relações entre os sexos fossem abertamente sexuais. O corpo era pensado como uma ferramenta para a procriação, "a energia humana, embora fosse um sistema fechado e severamente limitado, deveria ser usada na produção de crianças e no trabalho, não desperdiçada em prazeres libidinosos". Ideias modernas de sexualidade e o erotismo começaram a se desenvolver nos Estados Unidos e na Alemanha no final do século XIX. A economia em mudança e a "transformação da família de produtor em consumidor" resultaram em valores variáveis. A ética de trabalho vitoriana mudou, o prazer tornou-se mais valorizado e isso permitiu que as ideias da sexualidade humana mudassem. A cultura do consumismo criou um mercado para o erótico, o prazer tornou-se comoditizado. Ao mesmo tempo, os médicos começaram a adquirir mais poder e influência. Eles desenvolveram o modelo médico do "amor normal", no qual homens e mulheres saudáveis desfrutavam do sexo como parte de um "novo ideal de relações entre homem e mulher que incluía um erotismo essencial, necessário e normal". Esse ideal de "norma sexual" também tinha uma contraparte: quem a não cumprisse. A oposição básica dos sexos era a base para a atração sexual "normal e saudável".

### Visão religiosa
A tradição judaico-cristã tem várias escrituras relacionadas à heterossexualidade. O Gênesis afirma que Deus criou a mulher porque "não é bom que o homem esteja sozinho; eu farei dela uma ajuda para ele". (Gen 2:18) Gênesis então contém um mandamento afirmando: "Portanto, um homem deixará seu pai e sua mãe, e se apegará a sua esposa; e eles serão uma só carne" (Gen 2:24). Na Primeira Epístola aos Coríntios, os cristãos são aconselhados:
A respeito das coisas que vocês me escreveram, é bom que o homem não se case. Mas em vista da imoralidade sexual, cada homem deve ter a sua própria esposa, e cada mulher o seu próprio marido. O homem deve cumprir as suas obrigações de marido para com a sua esposa, assim como a mulher deve cumprir as suas obrigações de esposa para com o marido. A esposa não é dona do seu próprio corpo, pois ele pertence ao seu marido. Da mesma maneira, o marido não é dono do seu próprio corpo, pois ele pertence à sua esposa. Não se recusem a dar os seus corpos um ao outro, a não ser que concordem em fazer isso por algum tempo, para se dedicarem à oração. Mas depois devem ter relações normais, para que Satanás não os tente devido à falta de domínio próprio. Digo isto a vocês como uma permissão e não como uma ordem.
Na maioria das vezes, as tradições religiosas no mundo reservam o casamento para as uniões heterossexuais, mas há exceções, incluindo certas tradições budistas, hindus, unitário-universalistas, da Igrejas da Comunidade Metropolitana e algumas dioceses anglicanas e algumas congregações de quaker, da Igreja Unida do Canadá e de judeus reformados e conservadores.
Quase todas as religiões acreditam que o sexo legal entre um homem e uma mulher é permitido, mas há alguns que acreditam que isto é um pecado, como os shakers, a Harmony Society e a Comunidade Ephrata. Essas religiões tendem a ver todas as relações sexuais como pecaminosas e promovem o celibato. Algumas religiões exigem o celibato para certos papéis, como padres católicos; no entanto, a Igreja Católica também vê o casamento heterossexual como sagrado e necessário.

### Heteronormatividade

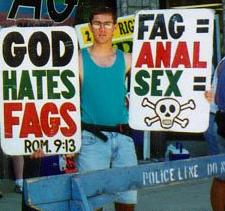
Membro da Igreja Batista de Westboro com placas homofóbicas.

A heteronormatividade denota ou se relaciona a uma visão de mundo que promove a heterossexualidade como a orientação sexual normal ou preferível para as pessoas e pode atribuir papéis de gênero estritos a homens e mulheres. O termo foi popularizado por Michael Warner em 1991. Muitos estudiosos de gênero e sexualidade argumentam que a heterossexualidade compulsória (ou obrigatória), uma reafirmação contínua e repetida de normas heterossexuais, é uma faceta do heterossexismo. A heterossexualidade obrigatória é a ideia de que a heterossexualidade feminina é assumida e imposta por uma sociedade patriarcal. A heterossexualidade é então vista como uma inclinação ou obrigação natural de ambos os sexos. Consequentemente, qualquer pessoa que difira da norma heterossexual é considerada desviante ou abominável.
O heterossexismo é uma forma de preconceito ou discriminação em favor da sexualidade e dos relacionamentos do sexo oposto. Pode incluir uma suposição de que todos são heterossexuais e pode envolver um nível variado de discriminação contra gays, lésbicas, bissexuais, heteroflexíveis ou indivíduos trans.
O "orgulho hétero" é um slogan que surgiu no final da década de 1980 e no início da década de 1990 e foi usado principalmente por grupos conservadores sociais como uma postura e estratégia política. O termo é descrito como uma resposta ao orgulho gay adotado por vários grupos LGBT no início da década de 1970.